# Lijst van voetbalinterlands Finland - Zwitserland
Deze lijst van voetbalinterlands is een overzicht van alle officiële voetbalwedstrijden tussen de nationale teams van Finland en Zwitserland. De landen speelden tot op heden zes keer tegen elkaar. De eerste ontmoeting, een vriendschappelijke wedstrijd, werd gespeeld in Kuopio op 19 mei 1976. De laatste confrontatie, eveneens een vriendschappelijke wedstrijd, dateert van 31 maart 2021, en werd gespeeld in Sankt Gallen.

## Wedstrijden
| № | Plaats       | Datum            | Competitie           | Wedstrijd             | Uitslag |
| - | ------------ | ---------------- | -------------------- | --------------------- | ------- |
| 1 | Kuopio       | 19 mei 1976      | Vriendschappelijk    | Finland – Zwitserland | 1 – 0   |
| 2 | Zürich       | 5 oktober 1977   | Vriendschappelijk    | Zwitserland – Finland | 2 – 0   |
| 3 | Helsinki     | 6 oktober 1996   | WK 1998 kwalificatie | Finland – Zwitserland | 2 – 3   |
| 4 | Lausanne     | 6 september 1997 | WK 1998 kwalificatie | Zwitserland – Finland | 1 – 2   |
| 5 | Sankt Gallen | 19 november 2008 | Vriendschappelijk    | Zwitserland – Finland | 1 – 0   |
| 6 | Sankt Gallen | 31 maart 2021    | Vriendschappelijk    | Zwitserland – Finland | 3 – 2   |

## Samenvatting
| Competitie        | Totaal gespeeld | Winst Finland | Gelijk | Winst Zwitserland | Doelsaldo Finland – Zwitserland |
| ----------------- | --------------- | ------------- | ------ | ----------------- | ------------------------------- |
| WK-kwalificatie   | 2               | 1             | 0      | 1                 | 2 − 2                           |
| Vriendschappelijk | 4               | 1             | 0      | 3                 | 5 − 8                           |
| Totaal            | 6               | 2             | 0      | 4                 | 7 − 10                          |

Wedstrijden bepaald door strafschoppen worden, in lijn met de FIFA, als een gelijkspel gerekend.

## Details

### Eerste ontmoeting
| Vriendschappelijk (Kuopio, Finland, 19 mei 1976): |              | |
| Finland | 1 – 0        | Zwitserland |
| Pertti Jantunen 86' | goals        | |
| Aulis Rytkönen | bondscoach   | René Hüssy |
| Göran Enckelman Timo Kautonen Arto Tolsa Erkki Vihtilä Esko Ranta Pertti Jantunen Jouko Suomalainen Hannu Hämäläinen 57' Olavi Rissanen Aki Heiskainen Matti Paatelainen | opstellingen | 46' Erich Burgener Serge Trinchero Jakob Brechbühl Lucio Bizzini Pius Fischbach René Hasler Umberto Barberis René Botteron Marcel Cornioley Kurt Müller 38' Rudolf Elsener |
| Juha-Pekka Laine 57' 86' Esa Heiskainen 86' | wissels      | 38' Peter Risi 46' Hans Küng |
| - Debuut van Esa Heiskainen (KuPS Kuopio) voor Finland. |              | |

### Tweede ontmoeting
| Vriendschappelijk (Zürich, Zwitserland, 5 oktober 1977): |              | |
| Zwitserland | 2 – 0        | Finland |
| Rudolf Elsener 12' Joseph Küttel 65' | goals        | |
| Roger Vonlanthen | bondscoach   | Aulis Rytkönen |
| Erich Burgener Pierre-Albert Chapuisat Charles In-Albon Lucio Bizzini René Botteron Marc Schnyder Arthur Von Wartburg Umberto Barberis Rudolf Elsener Erni Maissen 64' Peter Traber 64'                                                                                 | opstellingen | Pertti Alaja 30' Teppo Heikkinen Erkki Vihtilä Juha Helin Esko Ranta Kai Haaskivi Jouko Suomalainen Miikka Toivola 55' Olavi Rissanen Heikki Suhonen Matti Paatelainen |
| Josef Küttel 64' Otto Demarmels 64' | wissels      | 30' Teuvo Vilen 55' 60' Jukka Pirinen 60' Markku Närvä |
| - Debuut van Erni Maissen (FC Basel) en Charles In-Albon (FC Sion) voor Zwitserland - Eerste en enige interland van Peter Traber voor Zwitserland; vijfde en laatste interland van Joseph Küttel. - Debuut van verdediger Teuvo Vilen (Valkeakosken Haka) voor Finland. |              | |

### Derde ontmoeting
| WK 1998 kwalificatie (Helsinki, Finland, 6 oktober 1996): |              | |
| Finland | 2 – 3        | Zwitserland |
| Antti Sumiala 41' Joonas Kolkka 75' | goals        | 14' Massimo Lombardo 34' Ciriaco Sforza 54' Murat Yakin |
| Richard Møller Nielsen | bondscoach   | Rolf Fringer |
| Antti Niemi Kari Rissanen Jyrki Huhtamäki Aki Hyryläinen Jukka Koskinen Janne Lindberg 37' Antti Sumiala 82' Kim Suominen Tommi Grönlund Marko Myyry Jari Vanhala | opstellingen | Marco Pascolo Bernt Haas Marco Walker Stéphane Henchoz Ramon Vega Murat Yakin 89' Johann Vogel Massimo Lombardo 78' Adrian Kunz Ciriaco Sforza 88' Stéphane Chapuisat |
| Joonas Kolkka 37' Sami Hyypiä 82' | wissels      | 78' Adrian Knup 88' Christophe Bonvin 89' Raphaël Wicky |
| Tommi Grönlund 43' | gele kaarten | 41' Ramon Vega 89' Massimo Lombardo |
| - Debuut van Bernt Haas (Grasshopper-Club) voor Zwitserland. |              | |

### Vierde ontmoeting
| WK 1998 kwalificatie (Lausanne, Zwitserland, 6 september 1997): |              | |
| Zwitserland | 1 – 2        | Finland |
| Adrian Kunz 90' | goals        | 16' Jari Litmanen 79' Antti Sumiala |
| Rolf Fringer | bondscoach   | Richard Møller Nielsen |
| Stephan Lehmann Christophe Ohrel Marco Walker Stéphane Henchoz Stefan Wolf Sébastien Fournier David Sesa 58' Raphaël Wicky Mario Cantaluppi 70' Dario Zuffi Stéphane Chapuisat | opstellingen | Antti Niemi Kari Rissanen Marko Tuomela Juha Reini Jukka Koskinen Sami Mahlio 46' Jari Vanhala 36' Simo Valakari Antti Sumiala Jari Litmanen Mika-Matti Paatelainen |
| Adrian Kunz 58' Sébastien Zambaz 70' | wissels      | 36' Toni Kuivasto 46' Mika Lehkosuo |
| | gele kaarten | 27' Simo Valakari 49' Mika-Matti Paatelainen 64' Jukka Koskinen |

### Vijfde ontmoeting
| Vriendschappelijk (Sankt Gallen, Zwitserland, 19 november 2008): |              | |
| Zwitserland | 1 – 0        | Finland |
| Reto Ziegler 85' | goals        | |
| Ottmar Hitzfeld | bondscoach   | Stuart Baxter |
| Marco Wölfli Stephan Lichtsteiner 46' Johan Djourou 78' Stéphane Grichting Reto Ziegler Blerim Džemaili Gökhan Inler Gelson Fernandes 46' Tranquillo Barnetta 46' Alexander Frei 63' Blaise Nkufo 46' | opstellingen | 46' Jussi Jääskeläinen Hannu Tihinen Sami Hyypiä 71' Niklas Moisander 46' Kasper Hämäläinen Markus Heikkinen 89' Teemu Tainio 77' Joonas Kolkka 63' Mika Väyrynen Niklas Tarvajärvi Veli Lampi |
| Mario Eggimann 46' Valon Behrami 46' Valentin Stocker 46' Eren Derdiyok 46' Hakan Yakin 63' Almen Abdi 78'                                                                                            | wissels      | 46' Otto Fredrikson 46' Roman Jerjomenko 63' Jari Litmanen 71' Toni Kallio 77' Roni Porokara 89' Antti Pohja                                                                                   |
| Reto Ziegler 12' | gele kaarten | |
| - Debuut van doelman Marco Wölfli (BSC Young Boys) voor Zwitserland. - Debuut van middenvelder Kasper Hämäläinen (TPS Turku) voor Finland.                                                            |              | |

### Zesde ontmoeting
| Vriendschappelijk (Sankt Gallen, Zwitserland, 31 maart 2021): |              | |
| Zwitserland | 3 – 2        | Finland |
| Mario Gavranović 21' Ruben Vargas 57' Haris Seferović 86' | goals        | 30', 40' Joel Pohjanpalo |
| Vladimir Petković | bondscoach   | Markku Kanerva |
| Jonas Omlin Eray Cömert Nico Elvedi 46' Loris Benito Kevin Mbabu 46' Djibril Sow 76' Denis Zakaria 55' Steven Zuber Xherdan Shaqiri 46' Edimilson Fernandes Mario Gavranović 67' | opstellingen | 46' Jesse Joronen Daniel O'Shaughnessy Juha Pirinen Juhani Ojala Robert Ivanov 65' Thomas Lam Robert Taylor 77' Onni Valakari 81' Pyry Soiri 65' Marcus Forss 77' Joel Pohjanpalo |
| Granit Xhaka 46' Manuel Akanji 46' Christian Fassnacht 46' Ruben Vargas 55' Haris Seferović 67' Silvan Widmer 76'                                                                | wissels      | 46' Niki Mäenpää 65' Glen Kamara 65' Robin Lod 77' Rasmus Schüller 77' Teemu Pukki 81' Nikolai Alho                                                                               |
| Granit Xhaka 68' | gele kaarten | 44' Onni Valakari |
| |              | |

Finse voetbalbond · A-internationals · Bondscoaches · Statistieken · Fins vrouwenelftal · Olympisch elftal · Finland U21 · Finland U20 · Finland U19 · Finland U18 · Finland U17 · Finland U16
1911 – 1919 ·
1920 – 1929 ·
1930 – 1939 ·
1940 – 1949 ·
1950 – 1959 ·
1960 – 1969 ·
1970 – 1979 ·
1980 – 1989 ·
1990 – 1999 ·
2000 – 2009 ·
2010 – 2019 ·
2020 − 2029
EK 2020
OS 1912 ·
OS 1936 ·
OS 1952 ·
OS 1980
1911 · 
1912 · 
1913 · 
1914 · 
1915 · 1916 · 1917 · 1918 · 
1919 · 
1920 · 
1921 · 
1922 · 
1923 · 
1924 · 
1925 · 
1926 · 
1927 · 
1928 · 
1929 · 
1930 · 
1931 · 
1932 · 
1933 · 
1934 · 
1935 · 
1936 · 
1937 · 
1938 · 
1939 · 
1940 · 
1941 · 
1942 · 
1943 · 
1944 · 
1945 · 
1946 · 
1947 · 
1948 · 
1949 · 
1950 · 
1952 · 
1952 · 
1953 · 
1954 · 
1955 · 
1956 · 
1957 · 
1958 · 
1959 · 
1960 · 
1961 · 
1962 · 
1963 · 
1964 · 
1965 · 
1966 · 
1967 · 
1968 · 
1969 · 
1970 · 
1971 · 
1972 · 
1973 · 
1974 · 
1975 · 
1976 · 
1977 · 
1978 · 
1979 · 
1980 · 
1981 · 
1982 · 
1983 · 
1984 · 
1985 · 
1986 · 
1987 · 
1988 · 
1989 · 
1990 · 
1991 · 
1992 · 
1993 · 
1994 · 
1995 · 
1996 · 
1997 · 
1998 · 
1999 · 
2000 · 
2001 · 
2002 · 
2003 · 
2004 · 
2005 · 
2006 · 
2007 · 
2008 · 
2009 · 
2010 · 
2011 · 
2012 · 
2013 · 
2014 · 
2015 · 
2016 · 
2017 · 
2018 ·
2019 ·
2020
Albanië ·
Algerije ·
Andorra ·
Armenië ·
Azerbeidzjan ·
Bahrein ·
Barbados ·
België ·
Bermuda ·
Bolivia ·
Bosnië en Herzegovina ·
Brazilië ·
Bulgarije ·
Canada ·
Chili ·
China ·
Colombia ·
Costa Rica ·
Cyprus ·
Denemarken ·
DDR ·
(West-)Duitsland ·
Ecuador ·
Egypte ·
Engeland ·
Estland ·
Faeröer ·
Frankrijk ·
Georgië ·
Griekenland ·
Honduras ·
Hongarije ·
Ierland ·
IJsland ·
India ·
Irak ·
Israël ·
Italië ·
Japan ·
Jemen ·
Joegoslavië ·
Jordanië ·
Kameroen ·
Kazachstan ·
Koeweit ·
Kosovo ·
Kroatië ·
Letland ·
Liechtenstein ·
Litouwen ·
Luxemburg ·
Maleisië ·
Malta ·
Marokko ·
Mexico ·
Moldavië ·
Montenegro ·
Nederland ·
Noord-Ierland ·
Noord-Korea ·
Noord-Macedonië ·
Noorwegen ·
Oekraïne · 
Oman ·
Oostenrijk ·
Peru ·
Polen ·
Portugal ·
Qatar ·
Roemenië ·
Rusland ·
San Marino ·
Saoedi-Arabië ·
Schotland ·
Servië ·
Servië en Montenegro ·
Singapore ·
Slovenië ·
Slowakije ·
Sovjet-Unie ·
Spanje ·
Thailand ·
Trinidad en Tobago ·
Tsjechië ·
Tsjecho-Slowakije ·
Tunesië ·
Turkije ·
Uruguay ·
Verenigde Arabische Emiraten ·
Verenigde Staten ·
Wales ·
Wit-Rusland ·
Zuid-Korea ·
Zweden ·
Zwitserland
België (2021) · 
Denemarken (2021) · 
Rusland (2021)
SFV · A-internationals · Selecties · Bondscoaches · Zwitsers vrouwenelftal · Olympisch elftal · Zwitserland U21 · Zwitserland U19 · Zwitserland U18 · Zwitserland U17 · Zwitserland U16 · Vrouwen U17
1905 – 1919 · 
1920 – 1929 · 
1930 – 1939 · 
1940 – 1949 · 
1950 – 1959 · 
1960 – 1969 · 
1970 – 1979 · 
1980 – 1989 · 
1990 – 1999 · 
2000 – 2009 · 
2010 – 2019 · 
2020 – 2029
EK's: 1996 · 
2004 · 
2008 · 
2016 · 
2020 · 
2024
WK's: 1934 · 
1938 · 
1950 · 
1954 · 
1962 · 
1966 · 
1994 · 
2006 · 
2010 · 
2014 · 
2018 · 
2022
OS: 1924 · 
1928 · 
2012
1905 · 
1906 · 1907 · 
1908 · 
1909 · 
1910 · 
1911 · 
1912 · 
1913 · 
1914 · 
1915 · 
1916 · 
1917 · 
1918 · 
1919 · 
1920 · 
1921 · 
1922 · 
1923 · 
1924 · 
1925 · 
1926 · 
1927 · 
1928 · 
1929 · 
1930 · 
1931 · 
1932 · 
1933 · 
1934 · 
1935 · 
1936 · 
1937 · 
1938 · 
1939 · 
1940 · 
1941 · 
1942 · 
1943 · 
1944 · 
1945 · 
1946 · 
1947 · 
1948 · 
1949 · 
1950 · 
1952 ·
1952 · 
1953 · 
1954 · 
1955 · 
1956 · 
1957 · 
1958 · 
1959 · 
1960 · 
1961 · 
1962 · 
1963 · 
1964 · 
1965 · 
1966 · 
1967 · 
1968 · 
1969 · 
1970 · 
1971 · 
1972 · 
1973 · 
1974 · 
1975 · 
1976 · 
1977 ·
1978 · 
1979 · 
1980 · 
1981 · 
1982 · 
1983 · 
1984 · 
1985 · 
1986 · 
1987 · 
1988 · 
1989 · 
1990 ·
1991 · 
1992 · 
1993 · 
1994 ·
1995 · 
1996 · 
1997 · 
1998 · 
1999 · 
2000 · 
2001 · 
2002 · 
2003 · 
2004 · 
2005 · 
2006 · 
2007 · 
2008 · 
2009 · 
2010 · 
2011 · 
2012 · 
2013 ·
2014 ·
2015 ·
2016 ·
2017 ·
2018 ·
2019 ·
2020 ·
2021 ·
2022
Albanië ·
Algerije · 
Andorra · 
Argentinië ·
Australië ·
Azerbeidzjan ·
België ·
Bolivia ·
Bosnië en Herzegovina ·
Brazilië ·
Bulgarije ·
Canada ·
Chili ·
China ·
Colombia ·
Costa Rica ·
Cyprus ·
Denemarken ·
DDR ·
Duitsland ·
Ecuador ·
Egypte ·
Engeland · 
Estland ·
Faeröer ·
Finland ·
Frankrijk ·
Georgië ·
Ghana ·
Gibraltar ·
Griekenland ·
Honduras ·
Hongarije ·
Hongkong ·
Ierland ·
IJsland ·
Israël ·
Italië ·
Ivoorkust ·
Jamaica ·
Japan ·
Joegoslavië ·
Kameroen ·
Kenia ·
Kosovo ·
Kroatië ·
Letland ·
Liechtenstein ·
Litouwen ·
Luxemburg ·
Malta ·
Marokko ·
Mexico ·
Moldavië ·
Montenegro ·
Nederland ·
Nigeria ·
Noord-Ierland ·
Noorwegen ·
Oekraïne ·
Oman ·
Oostenrijk ·
Panama ·
Peru ·
Polen ·
Portugal ·
Qatar ·
Roemenië ·
Rusland ·
Saarland ·
San Marino ·
Schotland ·
Servië ·
Slovenië ·
Slowakije ·
Sovjet-Unie · 
Spanje ·
Togo ·
Tsjechië ·
Tsjecho-Slowakije ·
Tunesië ·
Turkije ·
Uruguay ·
Venezuela ·
VA Emiraten ·
Verenigde Staten ·
Wales ·
Wit-Rusland ·
Zimbabwe ·
Zuid-Korea ·
Zweden
Albanië (2016) ·
Argentinië (2014) ·
Brazilië (2018) ·
Chili (2010) ·
Costa Rica (2018) ·
Ecuador (2014) ·
Frankrijk (2006) ·
Frankrijk (2014) ·
Frankrijk (2016) ·
Frankrijk (2021) ·
Honduras (2010) · 
Honduras (2014) · 
Italië (2021) · 
Oekraïne (2006) ·
Portugal (2008)  · 
Portugal (2022) · 
Roemenië (2016) · 
Servië (2018) ·
Spanje (2010) ·
Spanje (2021) ·
Togo (2006) ·
Tsjechië (2008) ·
Turkije (2008) ·
Turkije (2021) ·
Wales (2021) ·
Zuid-Korea (2006) ·
Zweden (2018)